# استامینوفن کدئین
استامینوفن کدئین (انگلیسی: Codeine/paracetamol) نوعی ضد درد ترکیبی، متشکل از کدئین فسفات و استامینوفن است. استامینوفن کدئین برای تسکین دردهای خفیف تا متوسط استفاده می‌شود. هنگامی که استامینوفن یا داروهای ضدالتهاب غیراستروئیدی مانند ایبوپروفن، آسپرین یا ناپروکسن به تنهایی علائم را به اندازۀ کافی تسکین نمی‌دهند، از استامینوفن کدئین استفاده می‌شود.
استامینوفن کدئین در سال ۲۰۲۰ با بیش از ۲ میلیون نسخه، ۱۸۷مین داروی رایج در ایالات متحده بود.

## عوارض جانبی
شایع‌ترین عوارض جانبی استامینوفن کدئین، یبوست و احساس بیماری (تهوع) یا خواب‌آلودگی است. سایر عوارض جانبی این دارو ممکن است شامل خلط خونی، راش پوستی، گیجی، آرام‌بخشی، تنگی نفس، واکنش بیش‌حساسیت، غش کردن (سنکوپ یا قریب به سنکوپ)، کنفوزیون، از دست دادن حافظۀ کوتاه‌مدت، تغییرات در خون، واکنش‌های حساسیتی، سرخوشی، ملال، درد شکمی، احساس خارش، خون‌مردگی سست، خونریزی لثه، رؤیاهای واضح، خشکی دهان و اعتیاد باشد.
تفاوت‌های ژنتیکی بین افراد منجر به نرخ‌های متفاوت متابولیسم کدئین به مرفین می‌شود. در حدود ۵ درصد از افراد ممکن است سریع اتفاق بیفتد و منجر به انتقال بیشتر مرفین از شیر مادر در مقادیری شود که به‌طور بالقوه می‌توانند باعث سرکوب تنفسی کشندهٔ نوزاد تغذیه‌شده از شیر مادر شوند.

## جامعه و فرهنگ

### دسترسی
از میان کشورهای عضو اتحادیهٔ اروپا، ۱۲ کشور (بلغارستان، قبرس، دانمارک، استونی، فرانسه، ایرلند، لتونی، لیتوانی، مالت، لهستان، رومانی، اسلوونی) اجازه فروش بدون نسخهٔ گونهٔ جامد کدئین را می‌دهند.
استامینوفن کدئین در سال ۱۳۸۸ پرفروش‌ترین داروی ایران بود در حالی که فروش این دارو در ایران بدون نسخه ممنوع بوده‌است. به گفتهٔ معاون سازمان غذا و داروی ایران، مصرف قرص استامینوفن کدئین از حدود ۱٫۱ میلیارد عدد در سال ۱۳۸۷ به ۸۰۰ میلیون در سال ۱۳۹۲ کاهش پیدا کرد که دلیل اصلی آن ورود داروهای ضد درد جدید به ویژه اشکال دارویی مختلف ایبوپروفن است.